# Wasil Zacharka
Wasil Zacharka (biał. Васіль Захарка, Vasil Zacharka; ur. 1 kwietnia 1877 w Dobrosielcach koło Wołkowyska, zm. 14 marca 1943 w Pradze) – białoruski wojskowy, publicysta narodowy oraz działacz polityczny, prezydent Białoruskiej Rady Ludowej na emigracji w latach 1928–1943.

## Życiorys
W latach 1895–1898 nauczał w cerkiewnej szkole na Grodzieńszczyźnie. W 1898 zaciągnął się do wojska rosyjskiego, w którym służył do rewolucji lutowej. Następnie przystąpił do białych. Po powrocie na Białoruś organizował białoruskie formacje wojskowe. 22 października 1917 objął funkcję sekretarza Centralnej Białoruskiej Rady Wojskowej w Mińsku. Jednocześnie był członkiem kierownictwa Białoruskiej Socjalistycznej Hramady. W grudniu 1917 był jednym z organizatorów, a następnie uczestników I Wszechbiałoruskiego Kongresu w Mińsku, który zapoczątkował proces powołania do życia Białoruskiej Republiki Ludowej. Został wybrany do rady wykonawczej Kongresu. Po jego rozpędzeniu przez bolszewików został aresztowany i uwięziony, ale udało mu się zbiec. Odtąd przeszedł do opozycji antysowieckiej. Od marca 1918 piastował liczne stanowiska rządowe w kolejnych gabinetach rządowych Republiki (m.in. ministra obrony). W emigracyjnym rządzie Wacława Łastowskiego w Kownie sprawował urząd ministra finansów. Na początku czerwca 1920 przewodniczył misji dyplomatycznej do Moskwy, która miała negocjować uznanie państwa białoruskiego. Prowadził też rozmowy dyplomatyczne z władzami Polski i Litwy.
Następnie przeniósł się do Pragi. Dzięki jego staraniom niemal całe archiwum Białoruskiej Republiki Ludowej zostało tam przewiezione. We wrześniu 1921 zainicjował zwołanie I Białoruskiej Konferencji Narodowej w Pradze, która ustosunkowała się do polsko-bolszewickiego traktatu ryskiego, nazywając go „rozbiorem Białorusi” i odmawiając prawa tak rządowi polskiemu, jak też władzom sowieckim do reprezentowania Białorusinów. Podczas II Konferencji Białoruskiej w Berlinie w październiku 1925 znalazł się w grupie mniejszościowej odrzucającej współpracę z bolszewicką Rosją. W marcu 1928 objął stanowisko przewodniczącego Rady Białoruskiej Republiki Ludowej (de facto prezydenta). Wcześniej od 1925 był zastępcą drugiego przewodniczącego Piotry Kreczeuskiego. Współpracował z białoruskimi pismami narodowymi pisząc liczne artykuły m.in. w „Iskrach Skaryny”. W początkowym okresie II wojny światowej liczył na odbudowę niepodległej Białorusi z pomocą Niemców. Dlatego jeszcze 20 kwietnia 1939 wystosował memorandum do Adolfa Hitlera, w którym przedstawił polityczną, geograficzną i ekonomiczną sytuację sowieckiej Białorusi oraz zadeklarował mu swoją wierność. W 1941 odrzucił jednak współpracę polityczną z III Rzeszą. Zmarł 14 marca 1943. Został pochowany na praskim Cmentarzu Olszańskim.